# Новое Карганово
Новое Карганово — деревня в Зубцовском районе Тверской области. Входит в состав Вазузского сельского поселения.

## География
Находится в южной части Тверской области на расстоянии приблизительно 10 км по прямой на восток-юго-восток от районного центра города Зубцов.

## История
Деревня была отмечена еще на карте Менде (состояние местности на 1848 год). В 1859 году здесь (деревня Зубцовского уезда Тверской губернии) было учтено 7 дворов.

## Население
Численность населения: 108 человек (1859 год), 8 (русские 100 %) в 2002 году, 1 в 2010.